# Cantaro (Volumenmaß)
Der Cantaro, auch die Cantara, war neben der Gewichtseinheit ein spanisches Volumenmaß für Wein und Branntwein in Galizien und auch überregional im spanisch geprägten Amerika.
An verschiedenen Orten, wie Madrid und Bilbao, war das Maß die Arroba major und in Rio de Janeiro in Brasilien war es die Pota. In Asturien und in Oviedo galt
- 1 Cantaro = 926 Pariser Kubikzoll = 18 7/20 Liter
- 1 Moja = 16 Cantaro
- 1 Pipe = 27 Cantaro
- 1 Botta = 30 Cantaro
- 1 Mitjeta = 1/16 Cantaro
- Wein: 1 Cantara = 34 Cuartillos = 785,4 Pariser Kubikzoll = 15,58 Liter = 0,9655 Cantaras (castilische)
- 30 Cantara = 1 Botta (Stückfass)
- Branntwein: 1 Cantara = 34 Cuartillos = 626,6 Pariser Kubikzoll = 16,43 Liter = 1,018 Cantaras (castilische)